# Casa de Hanôver
A Casa de Hanôver ou Hanovre (em alemão: Haus von Hannover; em inglês: House of Hannover), é uma casa real europeia de origem alemã, que governou Hanôver, a Grã-Bretanha, a Irlanda e o Império Britânico em vários momentos durante os séculos XVII à XX. A casa originou-se em 1635 como um ramo cadete da Casa de Guelfo, na época também chamada de Casa de Brunsvique-Luneburgo, crescendo em prestígio com Hanôver tornando-se Eleitorado em 1692. Bisneto do rei Jaime VI, Jorge I, que era príncipe eleitor de Hanôver, e tornou-se o primeiro monarca hanoveriano da Grã-Bretanha e da Irlanda em 1714. No final da sua linhagem, com a morte da Rainha Vitória em 1901, o trono do Reino Unido passou para o seu filho mais velho, Eduardo VII, membro da Casa de Saxe-Coburgo-Gota, através de seu pai Alberto, Príncipe Consorte. Os últimos membros reinantes da Casa de Hanôver perderam o Ducado de Brunswick em 1918, quando a Alemanha se tornou uma república.

## História
De origem germânica, a casa de Hanôver substituiu a Casa de Stuart na Coroa britânica em 1714, inserindo uma nova dinastia de soberanos para o país. Antes de adquirir a coroa da Grã-Bretanha (que tornou-se Reino Unido da Grã-Bretanha e Irlanda em 1801)  o chefe da família era também eleitor de Hanôver e duque de Brunsvique-Luneburgo, títulos que manteve até 1837.
A casa adquiriu o trono britânico através do príncipe-eleitor Jorge Luís, depois da morte da rainha Ana sem descendência. A sua pretensão baseava-se no fato de ser bisneto do rei Jaime VI da Escócia e I de Inglaterra através da sua mãe, Sofia de Hanôver. Havia ainda membros mais próximos da família Stuart, como Jaime Francisco Eduardo Stuart, mas como estes eram católicos romanos, o eleitor de confissão luterana foi preferido pelo parlamento britânico (ver artigos sobre os episódios históricos da Reforma Protestante e Contrarreforma).

## Dinastias da casa de Hanôver

### Reis da Grã-Bretanha e eleitores de Hanôver
- Jorge I (r. 1714 - 1727) bisneto de Jaime I
- Jorge II (r. 1727 - 1760)

### Reis do Reino Unido (a partir de 1801) e reis de Hanôver (a partir de 1814)
- Jorge III (r. 1760 - 1820) neto
- Jorge IV (r. 1820 - 1830)
- Guilherme IV (r. 1830 - 1837) irmão

### Reis do Reino Unido
- Vitória (r. 1837 - 1901) sobrinha (e neta de Jorge III)

Com a subida ao trono de Vitória em 1837 terminou a união pessoal entre o Estado de Hanôver, onde vigorava a lei sálica, e o Reino Unido.
A casa de Hanôver deu lugar, no Reino Unido, à Casa de Saxe-Coburgo-Gota com o casamento da rainha Vitória com o príncipe Alberto de Saxe-Coburgo-Gota.

### Reis de Hanôver
- Ernesto Augusto (r. 1837 – 1851) (filho de Jorge III) Sua ascensão separou as coroas de Hanôver e do Reino Unido, uma vez que esta passou à rainha Vitória I.
- Jorge V (r. 1851 – 1866) Filho do precedente. Perde seus territórios para a Prússia na Guerra Austro-prussiana.

### Membros da Família real
Esta é a lista dos atuais membros da família real hanoveriana:
- O Príncipe
- A Princesa
  - O príncipe Ernesto Augusto
  - O príncipe Cristiano
  - A princesa Alexandra
- A condessa Maria de Hochberg
- O príncipe Oto Henrique
- A princesa Olga
- A Princesa de Leiningen
- O príncipe Henrique Júlio
A princesa Henrique Júlio
  - O príncipe Albert
  - A princesa Eugenia
  - O príncipe Julius
- A princesa Guelfo Ernesto
  - A princesa Saskia, Sra Hoope
- O príncipe Jorge
A princesa Jorge
  - A princesa Vera, Sra Dmoch
  - A princesa Nora, Sra Falk
- A princesa Frederica, Sra Cyr
- A princesa Caroline-Luísa
- A princesa Mirela

### Membros colaterais
Esta é a lista dos membros não-oficiais da família real hanoveriana:
- Conde Miguel de Hochberg (marido da condessa Maria)
  - Conde Conrad
  - Conde Jorge
- André, 8.º Príncipe de Leiningen (marido Princesa de Leiningen)
  - Ferdinando, Príncipe Hereditário de Leiningen
  - Princesa Olga de Leiningen
  - Príncipe Hermann de Leiningen
- Edward Hooper (marido da princesa Saskia)
  - Jake Naylor-Leyland
  - Gabriel Naylor-Leyland
  - Louis Hooper
- Manuel Dmoch (marido da princesa Vera)
  - Celina Sofia Dmoch
  - Elena Luísa Dmoch
- Cristiano Falk (marido da princesa Nora)
  - Konstantin Falk
  - Leopoldo Falk
- Jerry William Cyr (marido da princesa Frederica)
  - Julia Emma Cyr
  - Jean-Paul Welf Cyr